# Зажогинское месторождение
Зажо́гинское месторождение — российское месторождение шунгита на территории республики Карелия.

## Общие сведения
Зажогинское месторождение является одним из наиболее крупных в мире месторождений шунгитовых пород. Оно расположено на окраине села Толвуя в Медвежьегорском районе в 1,7 км от берега Онежского озера, в 5 км от судоходной губы. Шунгитовые породы залегают вокруг северной части Онежского озера и под озером. Месторождение состоит из двух залежей: Зажогинской и Максово. Разрабатываемые участки месторождения расположены в 2-3 км к югу от села Толвуя. Разработка Зажогинской залежи началась в начале 1990-х годов.
Месторождение имеет размеры 22 км x 11 км. На территории месторождения расположены село Толвуя и несколько деревень, в том числе заброшенных. Слои шунгитовых пород перемежаются с туфами, доломитами и алевролитами. В пределах Зажогинского месторождения установлены силлы, реже дайки метадиабазов и метагаббро. Мощность силлов обычно не превышает 50 м, но в основании верхней заонежской подсвиты установлены силлы мощностью свыше 150 м. В целом магматические породы составляют около 30 % разреза продуктивной толщи. Породы верхней заонежской подсвиты испытали слабый региональный метаморфизм (начальные стадии фации зеленых сланцев). Значительная часть отложений переработана метасоматически с замещением первичных минералов карбонатом, серицитом, альбитом, кварцем. Всего на месторождении к настоящему времени выявлены и в разной степени изучены 25 залежей, содержащих от 0,2 до 58,0 миллионов тонн высокоуглеродистых шунгитовых пород.

## Химический состав руд
- Углерод — 30 %
- Кварц — 45 %
- Сложные силикаты (слюды, хлориды) — 20 %
- Сульфиты — 3 %

Породы в пределах Зажогинского месторождения достаточно стабильны по составу. Сумма (C+SiO2) находится в пределах 83 — 88 %
Экономическая оценка запасов
Стоимостная оценка выявленных запасов и ресурсов шунгитового вещества, проведенная по методике А. И. Нежинского, составила 1 241 млн долларов США. По данным геологов, имеются хорошие перспективы на выявление новых месторождений в Кондопожском районе, где хорошо развита транспортная инфраструктура, в отличие от района Заонежья.
Разработкой Зажогинского месторождения занимается компания ООО НПК «Карбон-Шунгит»